# Terrance and Phillip in Not Without My Anus
«Terrance and Phillip in Not Without My Anus» («No sin mi ano» en Hispanoamérica, «Terrance y Philip en No Sin Mi Ano» en España) es el 14 episodio de South Park, correspondiente al primer capítulo de la segunda temporada de esta serie. Fue estrenado el 1 de abril de 1998.

## Argumento

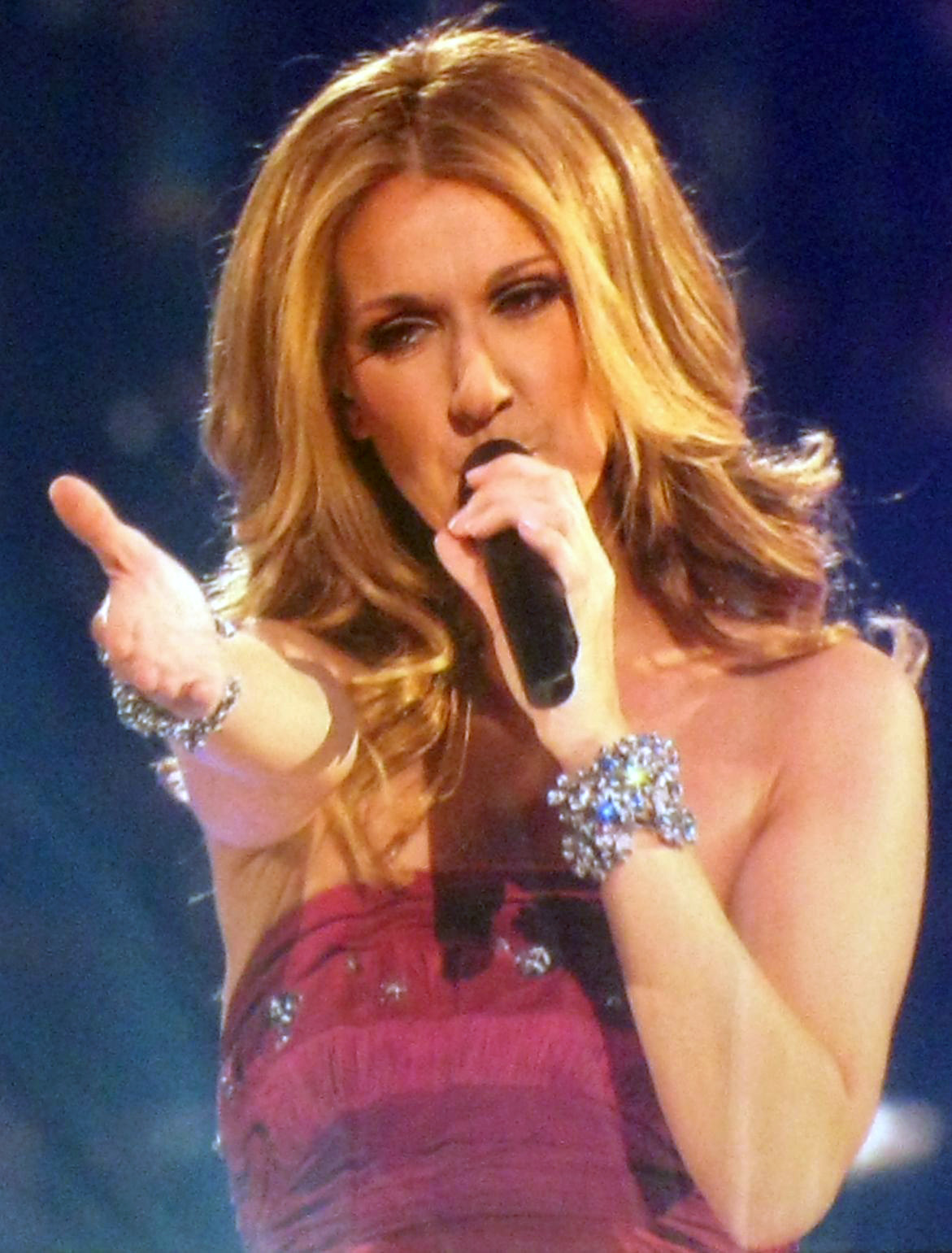
Celine Dion es parodiada en la serie.

Terrance es absuelto del asesinato del Doctor Jeffrey gracias a la actuación de su abogado y amigo Phillip, que consigue rebatir los argumentos de su fiscal y archienemigo Scott. Cuando Terrance y Phillip regresan a su casa se encuentran con otro canadiense llamado Bob El Feo que es insultado por ambos por ser horrible físicamente (cuando en verdad es igual a todos los canadienses) pero le aconsejan llevar una bolsa de papel para que nadie vea su cara, al rato reciben un telegrama desde Irán informando de que Sally, hija de Terrance, ha sido secuestrada en este país por lo que ambos deciden partir rumbo a Teherán para buscarla e informan a su madre, que resulta ser Céline Dion. Sin embargo todo es un plan urdido por Scott, que selló un pacto con Saddam Hussein (por entonces máximo dirigente de Irak) por el que éste retendría a los dos enemigos de Scott a cambio de permitir la entrada de sus tropas en Canadá.
Cuando Terrance y Phillip regresan a su país, descubren alarmados todos los cambios que han ocurrido desde la entrada de Irak, y llegan a la conclusión de que deben detener la invasión. Scott los culpabiliza de la entrada de Saddam, y les dice que la única forma de pararlo es auto inmolándose durante un partido de fútbol canadiense al que asistirá el dictador iraquí. Sin embargo, Terrance y Phillip planean un plan alternativo. Mientras tanto, Celine Dion es secuestrada por las tropas iraquíes junto con su actual novio Bob El Feo para cantar el himno nacional de Irak en el descanso del partido.
Durante el partido, Saddam Hussein anuncia su intención de comenzar una invasión hostil de Canadá y obliga a Celine Dion a cantar el himno nacional. En ese momento Terrance y Phillip, que estaban entre el público, Celine y todos los aficionados canadienses se colocan máscaras de gas y se tiran pedos al unísono. Esto provoca una nube tóxica que hace que Saddam y las tropas iraquíes caigan, por lo que Canadá vuelve a ser libre. El capítulo termina con todos los personajes cantando el himno nacional de Canadá.

## Curiosidades
- Es el primer capítulo en la historia de South Park que no tiene como protagonistas a los cuatro chicos aunque estos aparecen en un cameo de TV cuando Terrance y Phillip deciden ver televisión norteamericana y cuando viajan a Teherán (Irán) y los niños aparecen en un puesto de camisetas.
- Todo el episodio es una parodia del best seller y película Not Without My Daughter.
- En el capítulo se realiza un juego de palabras entre Irán e Irak. Por ejemplo, Scott creía que Saddam Hussein era el presidente de Irán. Por otra parte, Terrance y Phillip se refieren a éste como el turco.
- Trey Parker y Matt Stone lo califican como uno de sus capítulos preferidos en los DVD de la serie.